# Charlotta Arfwedson
Charlotte Elisabet Arfwedson, född 5 augusti 1776 i Stockholm, död 8 september 1862 i Växjö, var en svensk konstnär och politisk aktivist, rådgivare till sin make, politikern greve Carl Mörner (1755–1821). Hon var medlem av konstakademien.  

## Biografi
Charlotta Arfwedson var dotter till köpmannen Carl Kristoffer Arfwedson och Katarina Charlotta von Langenberg samt syster till företagaren Carl Abraham Arfwedson, som var personlig vän till drottning Desideria, som brukade tala med honom om sina minnen av Frankrike eftersom han hade varit lärling hos hennes far i Marseilles. Hon gifte sig första gången med överstelöjtnanten friherre Casper Wrede, från vilken hon skildes. Hon gifte sig 1810 med politikern greve Carl Mörner (1755–1821). Drottning Hedvig Elisabet Charlotta nämner i juli 1815, att Charlotta Arfwedsson var känd i samtiden som Mörners politiska rådgivare. Mörner ska ha rättat sig efter hennes råd, och hon ska ha skrivit och redigerat hans tal och även skött hans korrespondens då han skrev till tronföljaren, eftersom hon liksom sin bror talade franska, något Mörner inte gjorde. Hedvig Elisabet Charlotta uppger: "Stort inflytande utövar hon emellertid på hans beslut, och den rättvisan måste göras henne, att det sker utmärkt skickligt och nästan omärkligt för utomstående".
Arfwedson var verksam som konstnär och tilldelades Konstakademiens lilla guldmedalj för målningarna en Historie Tafla uti oljefärg och flere med crayon efter gode Mästare tecknade 1791. Hon valdes in som ledamot i akademien 1793 och utsågs till hedersledamot 1795 som under denna tid hade högre rang.